# Crvenka
Crvenka (izvirno srbsko Црвенка; madžarsko Cservenka; nemško Rotweil) je naselje v Srbiji, ki upravno spada pod Občino Kula; slednja pa je del Zahodnobačkega upravnega okraja.

## Demografija
V naselju, katerega izvirno (srbsko-cirilično) ime je Црвенка, živi 8027 polnoletnih prebivalcev, pri čemer je njihova povprečna starost 39,1 let (37,7 pri moških in 40,6 pri ženskah). Naselje ima 3341 gospodinjstev, pri čemer je povprečno število članov na gospodinjstvo 3,04.
To naselje je, glede na rezultate popisa iz leta 2002, v glavnem srbsko, a v času zadnjih treh popisov je opazno zmanjšanje števila prebivalcev.
|  |

| Demografija | Demografija     | Demografija     |
| Leto        | Št. prebivalcev | Št. prebivalcev |
| ----------- | --------------- | --------------- |
|             |                 |                 |
|             |                 |                 |
|             |                 |                 |
|             |                 |                 |
| 1948        | 6879            |                 |
| 1953        | 7797            |                 |
| 1961        | 9369            |                 |
| 1971        | 10098           |                 |
| 1981        | 10629           |                 |
| 1991        | 10409           | 10247           |
| 2002        | 10315           | 10163           |
|             |                 |                 |

| Etnična sestava po popisu iz leta 2002 | Etnična sestava po popisu iz leta 2002 | Etnična sestava po popisu iz leta 2002 | Etnična sestava po popisu iz leta 2002 | Etnična sestava po popisu iz leta 2002 |
| -------------------------------------- | -------------------------------------- | -------------------------------------- | -------------------------------------- | -------------------------------------- |
| Srbi                                   | Srbi                                   |                                        | 7.264                                  | 71,47%                                 |
| Črnogorci                              | Črnogorci                              |                                        | 1.313                                  | 12,91%                                 |
| Madžari                                | Madžari                                |                                        | 493                                    | 4,85%                                  |
| Hrvati                                 | Hrvati                                 |                                        | 183                                    | 1,80%                                  |
| Jugoslovani                            | Jugoslovani                            |                                        | 156                                    | 1,53%                                  |
| Ukrajinci                              | Ukrajinci                              |                                        | 96                                     | 0,94%                                  |
| Rusini                                 | Rusini                                 |                                        | 64                                     | 0,62%                                  |
| Makedonci                              | Makedonci                              |                                        | 57                                     | 0,56%                                  |
| Nemci                                  | Nemci                                  |                                        | 33                                     | 0,32%                                  |
| Romi                                   | Romi                                   |                                        | 21                                     | 0,20%                                  |
| Slovenci                               | Slovenci                               |                                        | 17                                     | 0,16%                                  |
| Slovaki                                | Slovaki                                |                                        | 16                                     | 0,15%                                  |
| Čehi                                   | Čehi                                   |                                        | 11                                     | 0,10%                                  |
| Muslimani                              | Muslimani                              |                                        | 10                                     | 0,09%                                  |
| Rusi                                   | Rusi                                   |                                        | 7                                      | 0,06%                                  |
| Bunjevci                               | Bunjevci                               |                                        | 7                                      | 0,06%                                  |
| Albanci                                | Albanci                                |                                        | 6                                      | 0,05%                                  |
| Bolgari                                | Bolgari                                |                                        | 1                                      | 0,00%                                  |
| Neznano                                | Neznano                                |                                        | 129                                    | 1,26%                                  |